# Парламентские выборы в Ираке (2005)
Выборы в Национальную ассамблею (парламент) Ирака были проведены 30 января 2005 года.

## Результаты
По данным иракской Центральной избирательной комиссии, победу на выборах одержал блок 22-х  шиитских партий и движений «Объединённый иракский альянс», созданный 10 декабря 2004 на базе коалиции двадцати двух в основном шиитских партий и организаций по инициативе лидера шиитов — великого аятоллы Али аль-Систани. Лидер блока — Абдул-Азиз аль-Хаким. Альянс получил 48 % голосов (более 4 млн избирателей).
На втором месте — «Курдский альянс», набравший 26 % голосов (2,1 млн избирателей).
На третьем — блок «Иракский список» (Иракское национальное согласие), возглавляемый премьер-министром Ирака Айядом Аллауи — 13,8 % голосов (1,1 млн.). «Иракский список» пользовался поддержкой американцев и позиционировал себя как сугубо светский блок.
За список, возглавляемый президентом Ирака суннитом Гази аль-Яваром, подали свои голоса всего 150 000 избирателей — менее 2 %.

## Распределение мест в парламенте
- Всего — 275 депутатов
- 140 — «Объединённый иракский альянс» (шииты),
- 75 — «Курдский альянс»,
- 40 — «Иракский список»,
- 17 — сунниты.

## Распределение руководящих постов
3 апреля спикером Национальной ассамблеи избран суннит Хаджем аль-Хасани.
6 апреля Национальная ассамблея выбрала президента и двух вице-президентов и, по их предложению, утвердила премьер-министра.
Президентом стал лидер Патриотического союза Курдистана (ПСК), входящего в «Курдский альянс», 71-летний Джалал Талабани.
Вместе с президентом избраны два вице-президента:
- суннит Гази Аджил аль-Яур (Гази аль-Явар), до этого являвшийся временным президентом, и
- шиит Адиль Абдель Махди (занимал пост министра финансов в переходном правительстве).

Втроём они образуют Президентский совет.
7 апреля состоялась инаугурация членов президентского совета, после чего Талабани назвал имя нового премьера — лидера шиитской Исламской партии «Дава» 58-летнего Ибрахима аль-Джафари.
«Дава» входит в шиитский «Объединенный иракский альянс», а аль-Джафари близок к лидеру шиитов великому аятолле Али аль-Систани, женат на его родственнице.
Шииты настаивали на избрании президентом аль-Джафари, но для избрания президентского совета необходимо было консолидировать две трети голосов депутатов, поэтому «Курдский альянс» смог заблокировать это решение.
Аль-Джафари известен как сторонник введения на территории Ирака шариатского права, что неприемлемо для курдов. Его позиция может быть уравновешена включением в правительство более умеренных лидеров «Объединённого иракского альянса».
Согласно временной Конституции, премьер-министр контролирует деятельность исполнительной ветви власти, в то время как полномочия членов Президентского совета ограничены.
Все существующие сейчас в Ираке органы власти являются временными: к 25 августа Национальная ассамблея должна завершить разработку новой Конституции страны, а к началу 2006 в соответствии с ней должны быть сформированы постоянные органы власти.

## Позиция суннитов
Сунниты (около 20 % иракского населения) практически полностью бойкотировали выборы, поддавшись на пропаганду большинства своих лидеров, обвинявших американцев в намерении привести к власти шиитов и курдов.
Ещё с ноября 2004 лидеры суннитов активно пропагандировали идею переноса выборов. Например, 1 декабря Исламская партия Ирака — одна из крупнейших суннитских партий — опубликовала заявление с призывом перенести парламентские выборы на несколько месяцев. Большинство суннитских партий, в том числе влиятельные на севере страны курдские объединения, считают, что в нынешних условиях непрекращающейся войны проводить выборы невозможно.
А 19 декабря один из адвокатов, защищающих находящегося в тюрьме Саддама Хусейна, заявил, что Хусейн призывает «иракский народ опасаться этих выборов, которые приведут к разделению иракского народа и его земли».
В тот же день в священных шиитских городах Эн-Наджафе и Кербеле прогремели взрывы, в результате которых погибло не менее 62 человек. Шиитские лидеры обвинили суннитов в организации этих и других терактов с целью разжечь межконфессиональную войну и не допустить проведения выборов.

## Международная конференция в Шарм-эш-Шейхе
Вопросы проведения всеобщих выборов в Ираке были обсуждены 22—23 ноября 2004 года на международной конференции в Шарм-эш-Шейхе (Египет), созванной переходным правительством Ирака. В конференции приняли участие министры иностранных дел стран — постоянных членов Совета безопасности ООН, «большой восьмёрки», соседних с Ираком государств (Саудовская Аравия, Кувейт, Сирия, Иордания, Турция, Иран), представители Евросоюза (Нидерланды), Лиги арабских государств (Египет, Алжир, Бахрейн и Тунис) и Организации Исламская конференция.
Самыми горячими сторонниками идеи проведения международной конференции по иракскому урегулированию были страны, не поддержавшие вторжение в Ирак и не входящие в состав многонациональных сил — Россия и Франция, например, требовали проведения такой конференции, надеясь, что она сможет поколебать позиции США, увеличить роль ООН в государственном строительстве Ирака, а заодно и усилить их собственное влияние. Именно поэтому в течение долгого времени США выступали резко против каких-либо широких форумов по иракской проблеме. Их позицию полностью разделяло временное правительство Ирака, утверждавшее, что борьба с повстанцами — его внутреннее дело и ничьё вмешательство для урегулирования ситуации не требуется.
Положение дел стало изменяться по мере приближения выборов. Для признания их легитимными, а также и для того, чтобы они просто состоялись, временной администрации необходимо содействие соседей. Поэтому США и правительство Ийяда Аллауи решили всё же обсудить ситуацию в стране с ключевыми игроками в регионе.
На конференцию в то же время не были допущены никакие представители оппозиционных политических сил — в частности, делегация иракских суннитов во главе с генерал-майором Кайсом Арефом, сыном Абдуррахмана Арефа — президента Ирака в 1963—1968 годах.
Глава запрещённой в Египте организации «Братья-мусульмане» Мухаммад Акеф заявил в связи с этим, что форум в Шарм-эш-Шейхе без участия сил сопротивления и сил, которые выступают против оккупации, приведёт только к новым трагедиям и катастрофам. С ним согласна и правившая в Ираке с 1968 по 2003 год партия Баас. Она называет январские выборы «маскарадом» и требует вывода американских войск из Ирака без всяких условий и восстановления «законного руководства страны во главе с президентом Саддамом Хусейном».